# Brian May
Sir Brian Harold May (Londra, 19 luglio 1947) è un chitarrista, cantautore e compositore britannico, famoso per essere il chitarrista dei Queen, band da lui fondata insieme a Roger Taylor e Freddie Mercury.
È l'autore di alcuni dei brani più celebri del gruppo, fra i quali Tie Your Mother Down, We Will Rock You, Flash, Hammer to Fall, Who Wants to Live Forever, I Want It All, Save Me, '39, No-One but You (Only the Good Die Young) (con Taylor e Deacon) e The Show Must Go On. Figura al 26º posto nella classifica dei migliori chitarristi di tutti i tempi redatta nel 2011 dalla rivista Rolling Stone. Nel giugno 2020 è stato nominato come miglior chitarrista della storia del rock dalla prestigiosa rivista britannica Total Guitar.
May ha un dottorato di ricerca in astrofisica, conseguito all'Imperial College London nel 2007. Nel corso degli anni si è occupato dello studio degli asteroidi e della possibilità di modificarne la traiettoria al fine di evitare una eventuale collisione con la Terra. Nel 2023 è diventato Cavaliere dell'Ordine dell'Impero Britannico: il chitarrista e autore è stato insignito del titolo di Sir nella lista dei nominativi, firmata per la prima volta da Re Carlo III, in virtù dei suoi servigi “resi alla musica e per i servizi di beneficenza”. 

## Biografia
Brian May nasce a Twickenham (un sobborgo di Londra) il 19 luglio 1947. All'età di cinque anni incomincia a suonare il pianoforte, ma la sua vera passione è la chitarra. Incomincia a prendere confidenza con la chitarra suonando l'ukulele-banjo o banjolele (ispirandosi allo stile di George Formby) portato in guerra da suo padre. May apprende molto velocemente i fondamenti dello strumento e ben presto passa a suonare una chitarra acustica amplificata da un pick-up da lui stesso costruito. I suoi genitori, Harold e Ruth May, non sono in grado di acquistargli una costosa Fender Stratocaster, così nel 1963, con l'aiuto del padre ingegnere, il sedicenne May incomincia a costruire la sua Red Special con l'utilizzo del legno di un architrave e una parte in legno del camino. Solo le meccaniche e le parti elettroniche vengono acquistate e installate esternamente. La chitarra viene ultimata nel 1965 ed è utilizzata da May ancora oggi.

### Istruzione
Nel 1963 si trasferisce a Londra, dove incomincia a frequentare la facoltà di fisica e astronomia dell'Imperial College London (la canzone Long Away, inclusa nell'album A Day at the Races del 1976, rispecchia la passione del chitarrista per le stelle, così come la canzone '39, inclusa in A Night at the Opera, che è una chiara citazione della dilatazione dei tempi della teoria della relatività ristretta.).
Si laurea con lode in Fisica, intraprende poi il dottorato di ricerca in Astronomia dell'infrarosso, che abbandona per dedicarsi alla carriera musicale.
All'età di 60 anni decide di riprendere gli studi e consegue il dottorato in Astrofisica nell'agosto 2007. Poco dopo pubblica la sua tesi: A Survey of Radial Velocities in the Zodiacal Dust Cloud (in italiano, Un'analisi delle velocità radiali della nube zodiacale). Questa sua specializzazione è menzionata anche nella motivazione della dedica dell'asteroide 52665 Brianmay, proposta dall'astronomo inglese Patrick Moore. Nel 2015 collabora alla missione New Horizons per lo studio di Plutone.
Ha scritto insieme a Patrick Moore e Chris Lintott i libri BANG! - The Complete History of the Universe e The Cosmic Tourist.

### Carriera

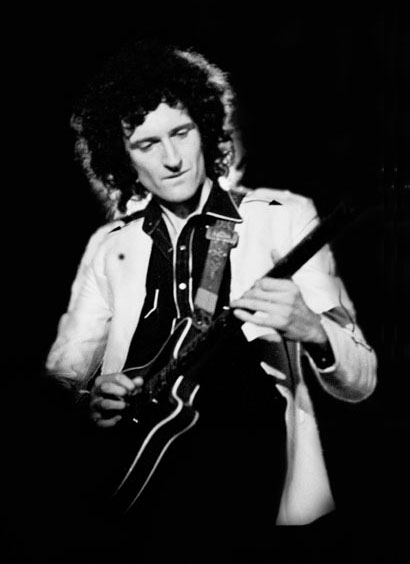
Brian May nel 1977

Prima dell'inizio degli studi universitari suona con Tim Staffell, un bassista e cantante, con i 1984, formatisi nel 1964; quindi fonda gli Smile, nei quali suona il giovane batterista Roger Taylor. Tim Staffell presenta a May un compagno di studi chiamato Farrokh Bulsara (che cambierà il suo nome in Freddie Mercury). Intanto a causa di problemi interni, gli Smile si separano. Tim Staffell decide di ritirarsi e di suonare in altre band più motivate mentre Freddie, Brian e Roger fondano un nuovo gruppo, chiamato Queen. Nel 1971 dopo anni di ricerca dell'ultimo componente si aggiunge a loro il bassista John Deacon.
Dopo i primi due album, Queen del 1973 e Queen II del 1974, i Queen vanno in tour come supporto dei Mott the Hoople. A causa di una siringa infetta, usata per iniettare un vaccino, Brian contrae l'epatite C, che gli impedisce di continuare il tour in America ma che comunque non gli impedirà di lavorare al terzo album del gruppo, Sheer Heart Attack, che ottiene un buon successo. Il 1975 è l'anno della svolta: con l'uscita dell'album A Night at the Opera, i Queen trionfano aggiudicandosi la fama in tutto il mondo. 

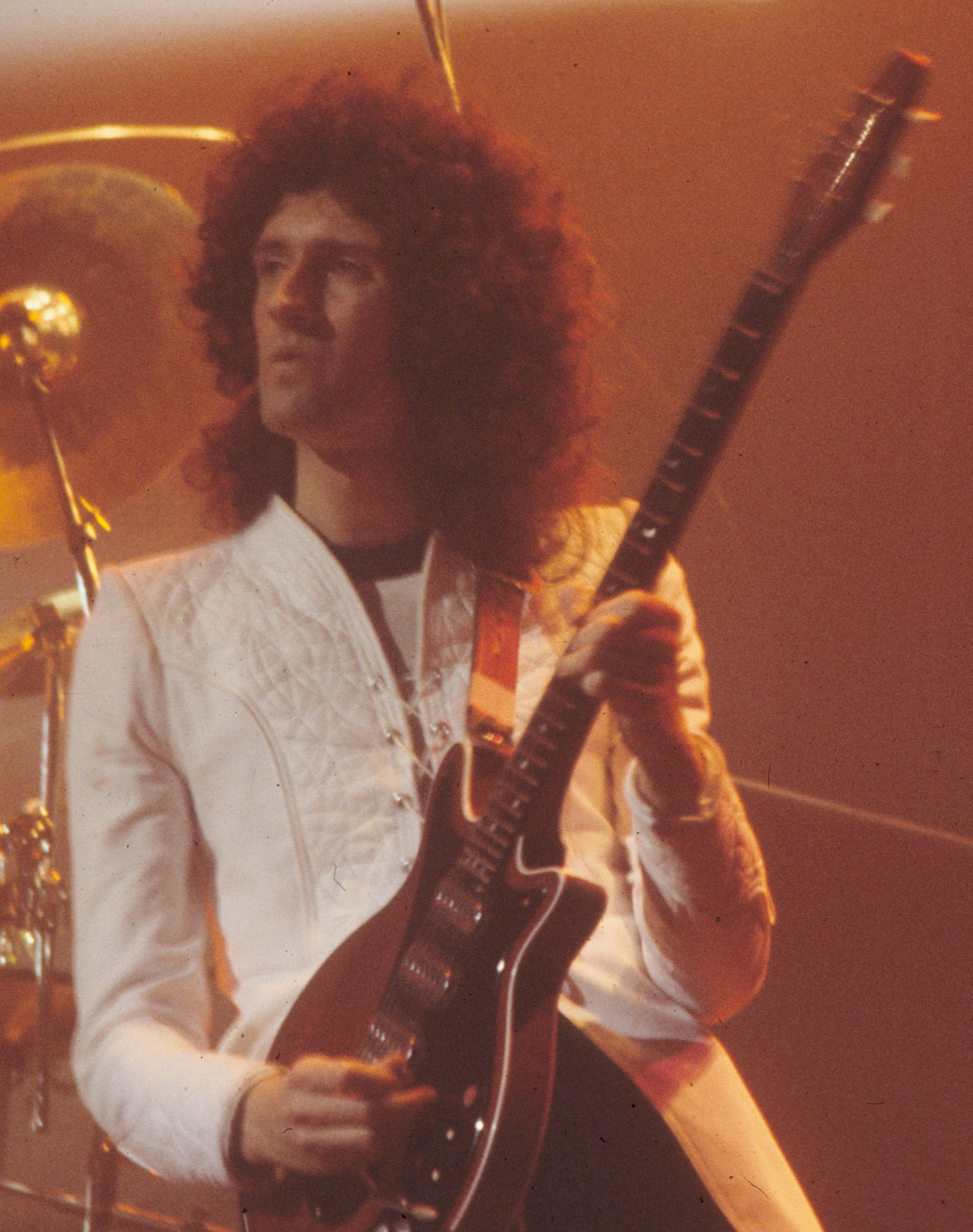
Brian May sul palco nel novembre 1977.

Con il passare degli anni la band inglese diventa sempre più famosa, fino a quando, nel 1986, si svolge il Live at Wembley, il concerto-emblema dei Queen, nel quale Brian può farsi apprezzare in canzoni quali One Vision, Tie Your Mother Down e Bohemian Rhapsody, dove il chitarrista dà il via a una serie di improvvisazioni miste alla tablatura originale. 
Nel corso degli anni Brian ha dato vita a numerosi e apprezzati progetti da solista, collaborando con diversi chitarristi come Tony Iommi dei Black Sabbath, Slash dei Guns N' Roses e con cantanti come Zucchero Fornaciari e Luciano Pavarotti. Il 30 giugno 1993 apre come guest il concerto dei Guns N' Roses a Modena in Italia suonando in assolo.
Il 29 novembre 2003 prende parte al 46664 Nelson Mandela AIDS Day Concert. Insieme con artisti come Anastacia e Dave Stewart scrive Amandla (parola xhosa e zulu che significa "Forza"), la colonna sonora dell'evento organizzato da Nelson Mandela ed eseguita dal vivo insieme con Anastacia, Dave Stewart, Bono e Beyoncé al Green Point Stadium di Città del Capo.
In occasione della prima italiana del musical We Will Rock You, il 4 dicembre 2009, è salito sul palco insieme a Roger Taylor. In quell'occasione eseguì gli assoli di chitarra di Bohemian Rhapsody e tenne, al termine dello spettacolo, un breve discorso di ringraziamento insieme con lo storico batterista dei Queen.
In occasione del Reading Festival tenutosi il 26 agosto 2011, Brian May si esibì con i My Chemical Romance, suonando Welcome to the Black Parade e We Will Rock You, uno dei brani più noti dei Queen.
Il 16 febbraio 2012 è stato ospite al Festival di Sanremo per suonare con Kerry Ellis e Irene Fornaciari che era una concorrente della manifestazione, accompagnando le due cantanti con la sua Red Special in We Will Rock You. Il 12 agosto 2012 ha partecipato alla cerimonia di chiusura dei Giochi della XXX Olimpiade, suonando Brighton Rock ed esibendosi in We Will Rock You con Roger Taylor e Jessie J.
Il 25 aprile 2013 viene pubblicato il doppio album dal vivo Starmus - Sonic Universe, frutto della collaborazione con il gruppo di musica elettronica tedesco Tangerine Dream, registrato il 24 giugno 2011 presso il Magma Arte & Congresos Concert Hall di Tenerife in occasione dello Starmus Festival 2011. Nell'album May suona in quattro brani: Supernova (Real Star Sounds) e Sally's Garden (brani inediti composti per l'occasione), Last Horizon (tratta dall'album Back to the Light) e We Will Rock You (uno dei pezzi storici della discografia dei Queen), riproposte in una nuova veste riarrangiata in collaborazione con i Tangerine Dream.
Il 3 giugno 2015 è presente come ospite d'onore allo spettacolo "Arena di Verona: Lo spettacolo sta per iniziare", presso l'Arena di Verona, uno spettacolo d'introduzione alla stagione lirica dell'arena. Lo spettacolo è presentato da Paolo Bonolis, e presenta come colonna sonora Who Wants to Live Forever, scritta dallo stesso Brian. Durante lo spettacolo prende parte a un tributo a Freddie Mercury, dove, insieme con Kerry Ellis e Vittorio Grigolo, al coro e all'orchestra dell'arena, suona e canta Who Wants to Live Forever, Bohemian Rhapsody, We Will Rock You, Somebody to Love e altre famose opere della band inglese.
Nel 2018 esce in tutto il mondo il film Bohemian Rhapsody, nel quale May è interpretato dall'attore Gwilym Lee. Nello stesso anno, May si è inoltre esibito con i Queen + Adam Lambert alla cerimonia di apertura della consegna degli Oscar 2019.

## Stile
In possesso di una grande capacità compositiva, May è noto anche per il suo suono, che lo rende riconoscibile.
Il suo tratto sonoro distintivo è dato dall'utilizzo della chitarra come strumento orchestrale, per armonie polifoniche, creando strati su strati di parti e soli di chitarra in sovraincisione, il tutto registrato in studio tramite i VOX AC30 versione Treble Booster e a volte con il Deacy Amp, un piccolo amplificatore a transistor da 1 watt costruito dal bassista John Deacon nei primi anni 70 utilizzando pezzi di una vecchia radio a pile (Conquest Pr80 Supersonic) trovata in un cassonetto dell'immondizia a Londra. 
Questa tecnica di registrazione con la costruzione di intricate armonie è presente in tutti gli album dei Queen, specialmente nei primi.
May è stato uno dei primi chitarristi a utilizzare il tapping e ad accordare la chitarra con la corda di MI grave abbassata di un tono fino alla nota RE (The Prophet's Song in A Night at the Opera). Tra coloro che hanno detto di essersi ispirati a Brian, Steve Vai e Joe Satriani.
La rivista Guitar World lo ha giudicato il secondo chitarrista migliore del mondo dopo Eddie van Halen.

### Red Special

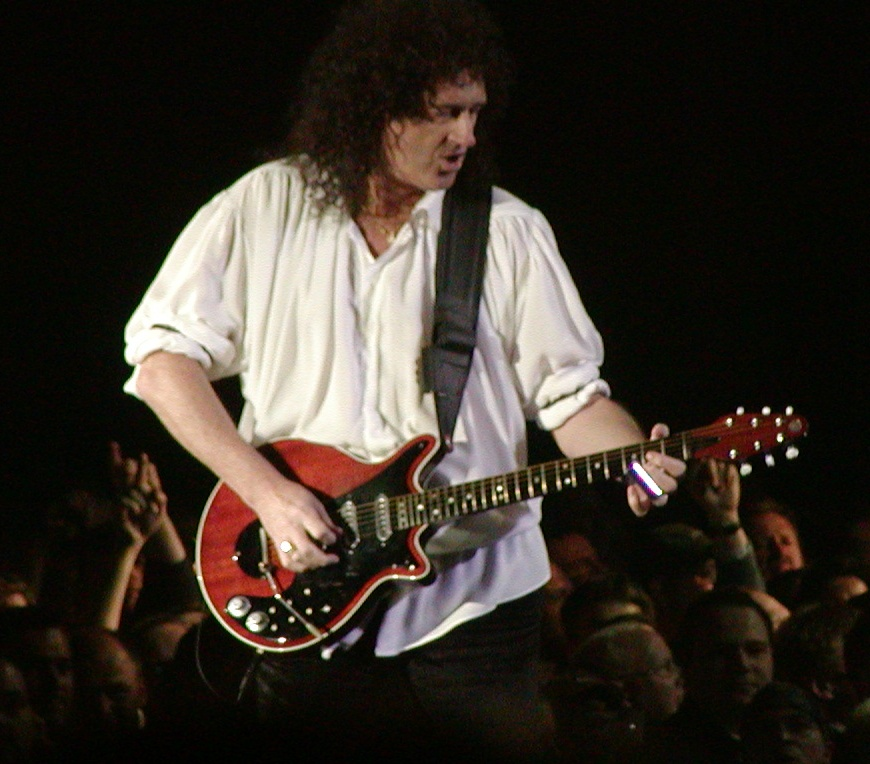
Brian May in concerto nel 2005

Un aneddoto è legato alla Red Special, la chitarra che May suona usualmente; dato che tutte le chitarre più belle e appetibili erano economicamente al di fuori della portata della sua famiglia, il giovane Brian e il padre, un ingegnere appassionato di modellismo, ne costruirono una in casa con componenti di fortuna ricavati da legno di quercia e da parti dell'architrave (vecchio di 100 anni) di un caminetto in mogano per la tastiera.
I segnatasti furono realizzati sagomando a mano dei bottoni presi dalla cesta per il cucito della madre Ruth. Ponte e blocco cordiera-tremolo furono ideati da May e costruiti presso l'officina situata all'interno della sua scuola. Il tremolo fu equipaggiato con molle prese da una vecchia motocicletta e con la leva ricavata da un sellino di bicicletta e un ferro da calza.
Solo i pick-up furono acquistati in negozio, (Burns Tri-Sonic) e successivamente modificati da Harold e da Brian, riavvolgendoli con più spire e immergendoli in resina epossidica (Potting).
Il suono della chitarra non soddisfaceva comunque il chitarrista, che fu completamente soddisfatto solo quando decise di usare come plettro, dopo innumerevoli prove, una monetina da 6 pence.
La Red Special, come fu battezzato lo strumento dagli amici di Brian, risultò di fattura così pregevole che anche dopo aver raggiunto il successo May si rifiutò di usare, se non in rare occasioni, altre chitarre. È in assoluto l'oggetto più caro a May che lo lega in qualche modo anche a suo padre, che aiutò il giovane Brian nella costruzione dello strumento. Nel 2014 ha pubblicato un libro dedicato alla sua chitarra intitolato Brian May's Red Special. Il sound base di May è costituito dalla Red Special, un pedale Treble booster e un amplificatore valvolare Vox AC30 spinto al massimo della potenza utilizzando il canale Normal.
Nel tour Queen + Adam Lambert del 2012, ha usato per la prima volta una Red Special a doppio manico, rispettivamente 6 e 12 corde, per eseguire unicamente il brano Under Pressure.

### Gli strumenti usati da May occasionalmente

#### Chitarre elettriche
- una Fender Telecaster Standard 1978, nei video di Back Chat" e Crazy Little Thing Called Love, quest'ultima anche dal vivo;
- una Fender Esquire 1967, usata per registrare Crazy Little Thing Called Love;
- una Fender Stratocaster, nel video di Play the Game;
- una Washburn RR11V, (stile flying) nel video di Princes of the Universe;
- una Gibson Flying V, come chitarra di ricambio fino a metà anni '80, poiché distrusse la copia della Red Special di John Birch;
- una Burns Double Six, chitarra a 12 corde usata per registrare Long Away e presumibilmente Under Pressure;
- la John Birch R.S. Replica, nei video di We Will Rock You e Spread Your Wings. Brian usò questa chitarra come strumento di ricambio finché non la distrusse.

#### Chitarre acustiche
- una Godin Acousticaster a 12 corde, al Freddie Mercury Tribute Concert per i brani Las palabras de amor (The Words of Love) e la parte iniziale di Crazy Little Thing Called Love;
- una Ovation Pacemaker 1615, chitarra a 12 corde usata fino a fine anni '90 per eseguire Love of my Life, '39 e parte di Crazy Little Thing Called Love;
- una Gibson Chet Atkins, chitarra classica elettroacustica usata per eseguire Is this the world we created?, (You're So Square) Baby I Don't Care, Hello Mary Lou, Tutti Frutti e Innuendo nella quale la leggenda vuole che ne prestò una a Steve Howe, chitarrista degli Yes, per l'assolo di flamenco;
- una Yamaha SLG-100S, chitarra classica silenziata-amplificata, usata nella tournée con Paul Rodgers, per il brano Crazy Little Thing Called Love.

## Vita privata

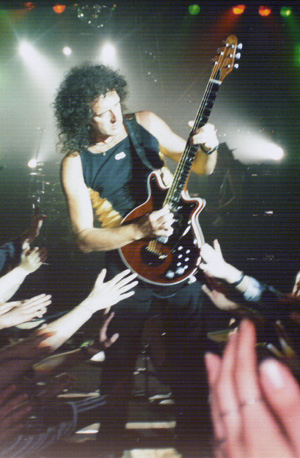
Brian Harold May in concerto a Varsavia nel 1998.

È sposato con Anita Dobson, la Angie Watts di EastEnders. Ha tre figli: James (Jimmy) (1978), Louisa (1981), ed Emily Ruth (1987), che ha avuto dalla prima moglie Chrissy Mullens.
Durante il mese di maggio dell'anno 2020 il chitarrista ha ammesso ai propri fan di aver avuto un attacco di cuore.

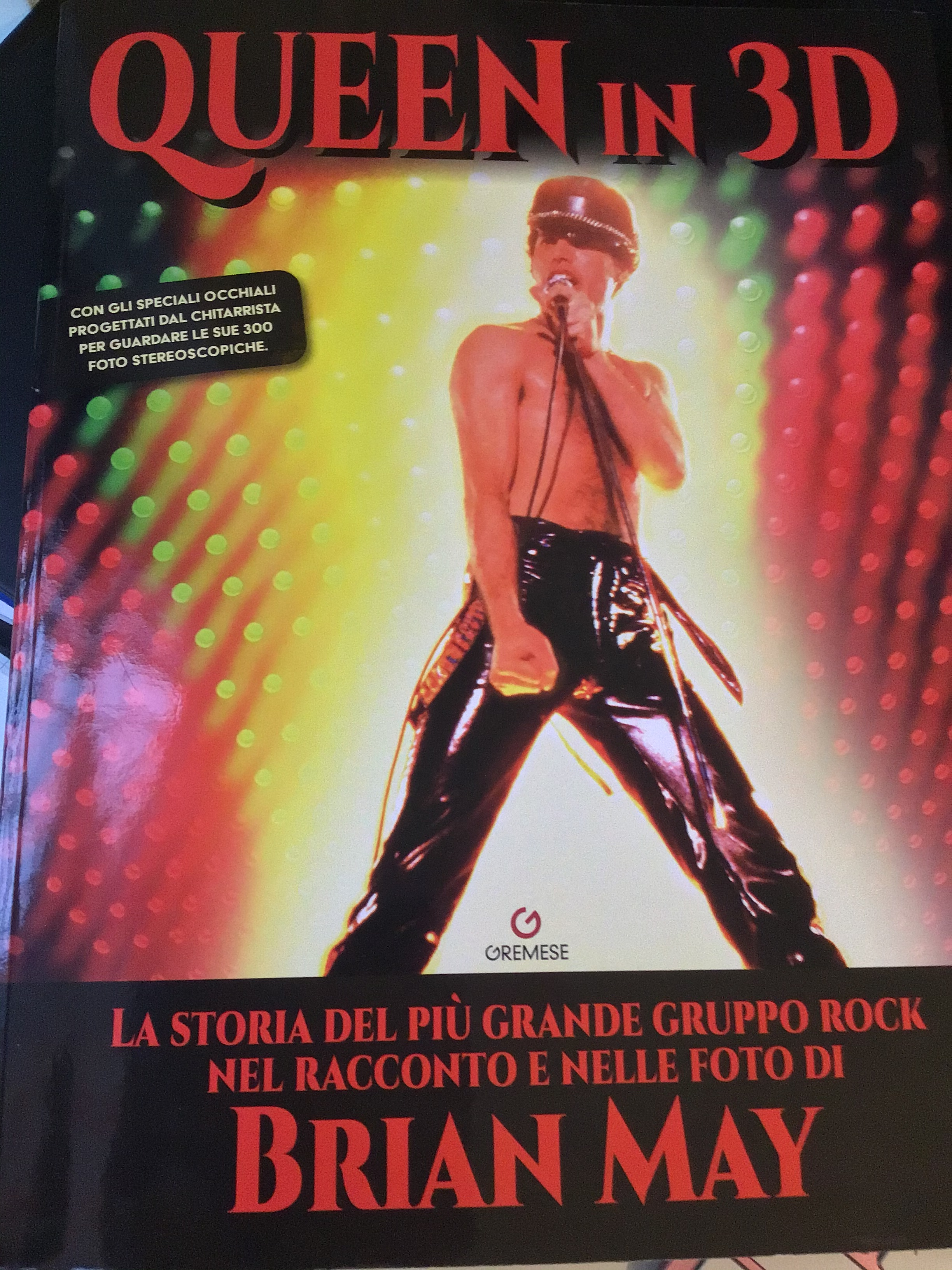
Copertina del libro “Queen In 3D”

Verso la fine del 2021, ha pubblicato una nuova edizione del suo libro Queen in 3-D, nella quale ripercorre la storia della band con aneddoti e oltre 360 fotografie scattate dallo stesso May con una speciale stereocamera, in modo che possono essere viste in tre dimensioni grazie ad un visore apposito.
Nel settembre del 2024 ha rivelato ai fan, tramite un video pubblicato sul suo sito web, di aver recentemente subito un lieve episodio ischemico ma di essere sulla via della guarigione e in grado di suonare nuovamente la sua amata chitarra.
È anche un grande amico di Tony Iommi, ex-chitarrista dei Black Sabbath.

### Animalismo
Nel 2010 May è diventato noto per il suo animalismo, fondando in Inghilterra l'organizzazione no-profit Save Me.
Il 1º settembre 2012 è stato nominato vicepresidente della RSPCA (Royal Society for the Prevention of Cruelty to Animals) a Wildlife Rocks.
Nel 2013 veniva riportato come May desiderasse d'essere ricordato, oltre che per la sua vita artistica, anche per il suo "impegno nel cambiare il modo in cui ci comportiamo con le altre creature".
Dal 2019 è diventato vegano, secondo il suo profilo ufficiale Instagram.

## Discografia

### Da solista

#### Album in studio
- 1992 – Back to the Light
- 1998 – Another World
- 2000 – La musique de Furia (colonna sonora del film Furia)

#### EP
- 1983 – Star Fleet Project

#### Live
- 1994 – Live at the Brixton Academy (con la Brian May Band)

### Con i Queen
- 1973 – Queen
- 1974 – Queen II
- 1974 – Sheer Heart Attack
- 1975 – A Night at the Opera
- 1976 – A Day at the Races
- 1977 – News of the World
- 1978 – Jazz
- 1980 – The Game
- 1980 – Flash Gordon
- 1982 – Hot Space
- 1984 – The Works
- 1986 – A Kind of Magic
- 1989 – The Miracle
- 1991 – Innuendo
- 1995 – Made in Heaven

### Con i Queen + Paul Rodgers
- 2008 – The Cosmos Rocks

### Collaborazioni
- 1989 – Black Sabbath – When Death Calls (da Headless Cross)
- 2002 – Foo Fighters – One by One
- 2010 – Kerry Ellis – Anthems
- 2011 – Lady Gaga – Yoü and I (da Born This Way)
- 2013 – Kerry Ellis – Acoustic by Candlelight (Live)
- 2014 – Kerry Ellis – The Candlelight Concerts - Live at Montreux 2013 (Live)
- 2017 – Kerry Ellis – Golden Days
- 2022 - Sam Ryder - Fought and Lost